# Каракара патагонська
Каракара патагонська (Phalcoboenus albogularis) — вид хижих птахів родини соколових (Falconidae).

## Поширення
Мешкає в лісах Патагонських Анд на півдні Чилі та Аргентини.

## Опис
Це хижак середнього розміру, довжиною 49–55 см і розмахом крил 110—124 см.

## Спосіб життя
Своє гніздо він будує з гілочок, зібраних у порожнині в скелі, відкладаючи туди 2-3 яйця.